# Droga wojewódzka nr 681
Droga wojewódzka nr 681 (DW681) – droga wojewódzka o długości ok. 59 km łącząca DW678 w Roszkach-Wodźkach z DW690 w Ciechanowcu i przecinająca DK66 w Brańsku.
Trasa ta w połączeniu z DW694, DW682 i z małym odcinkiem DW690 umożliwia skrócenie trasy z Białegostoku do Warszawy. Jednakże z powodu słabego stanu drogi kierowcy wolą korzystać z drogi ekspresowej S8.
Planowana jest budowa obwodnicy Łap, która na tej trasie umożliwi ominięcie miasta od strony zachodniej i północnej kierowcom jadącym z Ciechanowca w kier. Białegostoku oraz na ominięcie od północy Płonki Kościelnej. W przyszłości powstać ma również obwodnica miejscowości Roszki-Wodźki w relacji Łapy - Wysokie Mazowieckie. W stanie docelowym odcinek Roszki-Wodźki - Łapy ma stać się fragmentem trasy z Wysokiego Maz. do Białegostoku, odciążając most nad Narwią w Bokinach. 

## Miejscowości leżące przy trasie DW681
- Roszki-Wodźki (DW678)
- Łapy (DW682)
- Poświętne
- Topczewo (DW659)
- Brańsk (DK66)
- Rudka
- Ciechanowiec (DW690)